# 汪象旭
汪象旭（1604年—？）原名淇，字右子，更字澹漪，号残萝道人，西陵人。
生於萬曆三十二年（1604年）。原籍为安徽休宁西门，后迁居杭州。汪象旭是一位書商，好刻書，又好道教，曾点评《西游记》，並寫有《西遊證道書》一書，倡“证道”观，開啟清代“讲道说”的先河。有學者認為此書係据大略堂《释厄传》古本改写，實際的批評者是黃周星。。另著有《残梦集》、《残梦轩集》、《初征集》、《初征二集》、《保生碎事》等；编刻有《分类尺版新语》等。